# Ilka Grüning

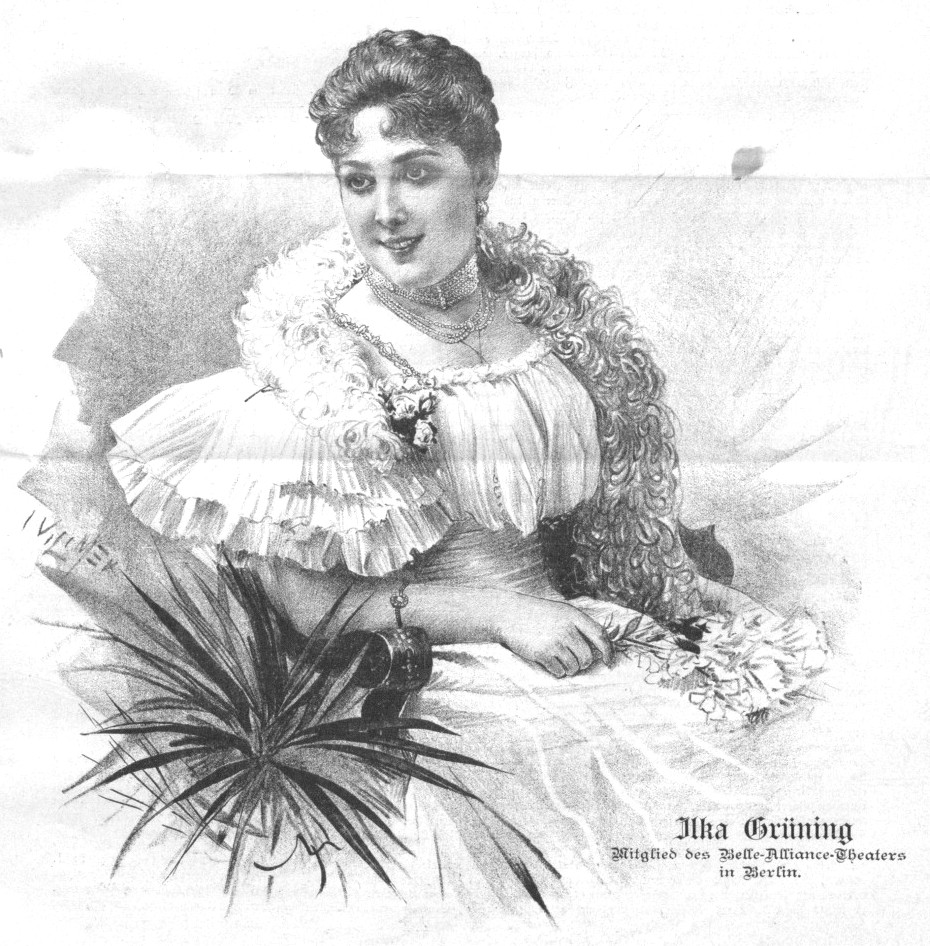
Ilka Grüning im Jahre 1898

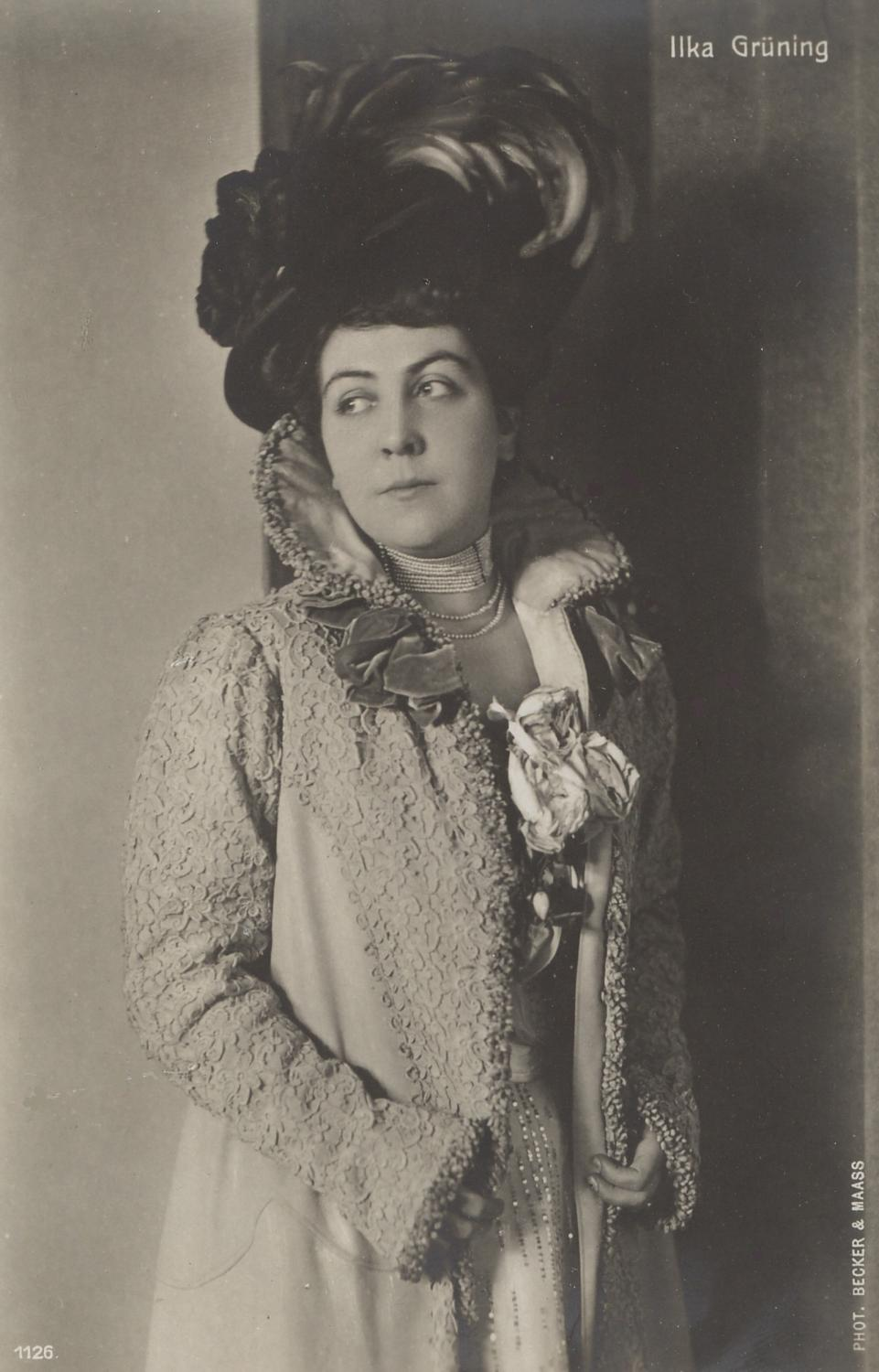
Ilka Grüning (um 1900)

Ilka Grüning, fälschlicherweise auch Ilka Grünning, eigentlich Ilka Henriette Grünzweig (* 4. September 1876 in Wien; † 11. November 1964 in Los Angeles) war eine österreichische Schauspielerin, die später aufgrund des Nationalsozialismus in ihrer Heimat in die Vereinigten Staaten von Amerika floh.

## Leben
Ilka Grüning erschien 17-jährig als Elevin im Berliner Residenz-Theater und hatte sogleich Erfolg in der Titelrolle von August Strindbergs Fräulein Julie. Es folgte 1894 ein Engagement am Schillertheater, dazu kamen Auftritte am Belle-Alliance-Theater, Lessingtheater, Neuen Theater sowie 1896 in Bremen.
Grüning spielte unter anderem die Julia in Romeo und Julia, Amalie in Die Räuber oder die Königin Anna in Eugène Scribes Das Glas Wasser. Bald war sie auch eine gefragte Stummfilmdarstellerin, meist als Salondame oder in Mutterrollen. Ihr bevorzugtes Metier waren anspruchsvolle Literaturverfilmungen und Historienfilme. Daneben führte sie in den zwanziger Jahren zusammen mit Lucie Höflich in Berlin eine eigene Schauspielschule, die auch Renate Lerbs (Renate Lienau, von 1936 bis 1946 mit Karl Lerbs verheiratet), Lilli Palmer, Brigitte Horney und 1928 Inge Meysel besuchten.
Nach Hitlers Machtergreifung beschränkte sich die jüdische Künstlerin die folgenden Jahre auf ihre Lehrtätigkeit, verließ Deutschland 1938 in Richtung Frankreich und emigrierte Anfang Februar 1939 in die USA. Mit anderen Emigrantenkollegen wirkte sie hier an mehreren Anti-Nazi-Filmen mit. In dem Filmklassiker Casablanca spielte sie an der Seite von Ludwig Stössel die Einwanderin Frau Leuchtag, die vor dem Barkeeper Carl (Szöke Szakall) ihre ersten Englischkenntnisse zum Besten gibt.
Nach dem Krieg kehrte Ilka Grüning 1950 bei einer Gastspielreise nach Europa zurück, wobei sie auch Deutschland besuchte. Im Winter 1952/53 stand sie für die schweizerische Produktion Die Venus vom Tivoli das letzte Mal bei einem Spielfilm vor der Kamera. Anschließend, noch 1953, kehrte Ilka Grüning in die USA zurück, wo sie ihren Lebensabend verbrachte. Sie wurde auf dem Woodlawn Cemetery in Santa Monica beerdigt.

## Filmografie (Auswahl)
- 1912: Die Kunst des Schminkens
- 1918: Peer Gynt (2 Teile)
- 1919: Menschen
- 1919: Rose Bernd
- 1919: Die Prostitution (2 Teile)
- 1919: Todesurteil
- 1920: Maria Magdalene
- 1920: Monica Vogelsang
- 1920: Der Abenteurer von Paris
- 1920: Figaros Hochzeit
- 1920: Katharina die Große
- 1920: Weltbrand
- 1920: Die Bestie im Menschen
- 1920: Jenseits von Gut und Böse
- 1921: Die Verschwörung zu Genua
- 1921: Die Flucht aus dem goldenen Kerker
- 1921: Die Erbin von Tordis
- 1921: Lotte Lore
- 1921: Die Schuldige
- 1921: Seefahrt ist not!
- 1921: Um den Sohn
- 1921: Der Roman der Christine von Herre
- 1921: Das zweite Leben
- 1921: Der Schicksalstag
- 1921: Lady Hamilton
- 1921: Die große und die kleine Welt
- 1922: Jugend
- 1922: Tiefland
- 1922: Bigamie
- 1922: Der falsche Dimitry
- 1922: Luise Millerin
- 1922: Zwei Welten
- 1922: Phantom
- 1922: Das Weib auf dem Panther
- 1923: Nora
- 1923: Friedrich Schiller
- 1923: Der Schatz
- 1923: Die Austreibung
- 1923: Katjuscha Maslowa
- 1923: Der Menschenfeind
- 1923: Die Fledermaus
- 1923: Der rote Reiter
- 1923: Das Geschöpf
- 1924: Die Finanzen des Großherzogs
- 1924: Kaddisch
- 1924: Mater Dolorosa
- 1924: Soll und Haben
- 1924: Gehetzte Menschen
- 1924: Die Liebesbriefe einer Verlassenen
- 1925: Die freudlose Gasse
- 1925: Elegantes Pack
- 1925: Des Lebens Würfelspiel
- 1925: Geheimnisse einer Seele
- 1926: Hallo Caesar!
- 1927: Herbstzeit am Rhein
- 1927: Dr. Bessels Verwandlung
- 1927: Familientag im Hause Prellstein
- 1928: Dyckerpotts Erben
- 1928: Ein Mädel und drei Clowns
- 1929: Der rote Kreis
- 1929: Zwischen vierzehn und siebzehn
- 1929: Melodie des Herzens
- 1932: Hasenklein kann nichts dafür
- 1941: Underground
- 1941: Dangerousley They Live
- 1942: Kings Row
- 1942: Friendly Enemies
- 1942: Sabotageauftrag Berlin (Desperate Journey)
- 1942: Iceland
- 1942: Casablanca
- 1943: Madame Curie
- 1943: Bomber’s Moon
- 1943: This Is the Army
- 1943: The Strange Death of Adolf Hitler
- 1944: Address Unknown
- 1944: An American Romance
- 1945: Murder in the Music Hall
- 1946: Rendezvous 24
- 1946: Temptation
- 1947: Repeat Performance
- 1947: In der Klemme (Desperate)
- 1948: Brief einer Unbekannten (Letter From an Unknown Woman)
- 1948: Eine auswärtige Affäre (A Foreign Affair)
- 1948: Words and Music
- 1948: Der Spieler (The Great Sinner)
- 1949: Der Mann, der zu Weihnachten kam (Mr. Soft Touch)
- 1950: Käpt’n China (Captain China)
- 1950: Der Ehrgeizige (Payment on Demand)
- 1950: Verurteilt (Convicted)
- 1951: Die Faust der Vergeltung (Passage West)
- 1953: Zwiespalt des Herzens (Die Venus vom Tivoli)

## Theater
- 1905: Heinrich von Kleist: Der zerbrochne Krug (Brigitte) – Regie: Hans Oberländer (Kleines Theater Berlin)
- 1906: Sophokles: Antigone (Eurydike) – Regie: Hans Oberländer (Kleines Theater Berlin)
- 1906: Oscar Wilde: Ein idealer Gatte (Lady Markby) – Regie: Ernst Wehlisch (Kleines Theater Berlin)
- 1908: Ludwig Thoma: Moral – Regie: ? (Kleines Theater Berlin)
- 1909: Victor Léon, Leo Feld, Robert Stolz: Der große Name – Regie: ? (Kleines Theater Berlin)
- 1911: Leonid Andrejew: Studentenliebe – Regie: ? (Kleines Theater Berlin)
- 1911: George Bernard Shaw: Fannys erstes Stück (Frau Gilbey) – Regie: Victor Barnowsky (Kleines Theater Berlin)
- 1913: Henrik Ibsen: Peer Gynt (Aase) – Regie: (Lessingtheater Berlin)
- 1914: Georg Büchner: Leonce und Lena – Regie: ? (Lessingtheater Berlin)
- 1915: Frank Wedekind: Der Liebestrank (Fräulein Kuhn) – Regie: Karl Heine (Deutsches Theater Berlin – Kammerspiele)
- 1915: Henrik Ibsen: Baumeister Solness (Aline) – Regie: Victor Barnowsky (Lessingtheater Berlin)
- 1916: August von Kotzebue: Die beiden Klingsberg (Gräfin Klingsberg) – Regie: ? (Lessingtheater Berlin)
- 1916: Henrik Ibsen: Die Wildente – Regie: ? (Lessingtheater Berlin)
- 1917: Ferdinand Raimund: Der Verschwender (Altes Weib) – Regie: Richard Schultz (Metropol-Theater Berlin)
- 1919: Rolf Lackner: Christa die Tante (Christa Hartmann) – Regie: Victor Barnowsky (Lessingtheater Berlin)
- 1919: Hermann Sudermann: Das höhere Leben – Regie: ? (Residenz-Theater Berlin)
- 1919: Ludwig Anzengruber: Der Pfarrer von Kirchfeld (Haushälterin) – Regie: ? (Lessingtheater Berlin)
- 1920: Heinrich Lautensack: Die Pfarrhauskomödie – Regie: Edgar Licho (Kleines Theater Berlin)
- 1920: Ludwig Thoma: Lottchens Geburtstag – Regie: ? (Kleines Theater Berlin)
- 1921: Ferenc Molnár: Der Schwan – Regie: Eugen Robert (Theater am Kurfürstendamm Berlin)
- 1922: Ferenc Molnár: Liliom – Regie: ? (Theater am Kurfürstendamm)
- 1922: Johann Wolfgang von Goethe: Faust. Eine Tragödie (Marthe Schwerdtlein) – Regie: Victor Barnowsky (Lessingtheater Berlin)
- 1922: Gerhart Hauptmann: Rose Bernd – Regie: Paul Barnay (Stadttheater Breslau)
- 1923: Carl Sternheim: Die Hose (Gertrud Deuter) – Regie: Eugen Robert (Tribüne Berlin)
- 1923: Georg Hirschfeld: Die Mütter – Regie: Emil Lind (Lessingtheater Berlin)
- 1923: Ludwig Thoma: Magdalena – Regie: ? (Deutsches Künstlertheater Berlin)
- 1924: Paul Frank, Julius Wilhelm: Salomons Schwiegertochter – Regie: Emil Lind (Deutsches Theater Berlin – Kammerspiele)
- 1924: Schalom Asch: Gott der Rache – Regie: Emil Geyer (Theater am Kurfürstendamm Berlin)
- 1924: George Bernard Shaw: Helden – Regie: Emil Geyer (Theater am Kurfürstendamm Berlin)
- 1924: Franz Schulz: Herr Pipigran fährt nach Paris – Regie: Ernst Stahl-Nachbaur (Theater am Kurfürstendamm Berlin)
- 1924: Eugene O’Neill: Der haarige Affe – Regie: Eugen Robert (Tribüne Berlin)
- 1925: Sutton Bano: Überfahrt (Mrs. Cliveden-Banks) – Regie: Eugen Robert (Tribüne Berlin)
- 1925: George Bernard Shaw: Man kann nie wissen – Regie: Erich Engel (Deutsches Theater Berlin)
- 1926: Herman Heijermans: Eva Bonheur (Eva Bonheur) – Regie: Hans Felix ( Central-Theater Berlin)
- 1926: Rudolf Bernauer: Der Garten Eden – Regie: Rudolf Bernauer (Komödienhaus Berlin)
- 1927: Ossip Dymow: Bronx Express – Regie: ? (Deutsches Theater Berlin – Kammerspiele)
- 1927: Hans Müller: Die goldene Galeere – Regie: ? (Kleines Theater Berlin)
- 1928: Ferdinand Bruckner: Die Verbrecher (Frau von Wieg) – Regie: Heinz Hilpert (Deutsches Theater Berlin)
- 1928: Bayard Veiller: Der Prozeß Mary Dugan (Wirtschafterin) – Regie: Heinz Hilpert (Deutsches Theater Berlin)
- 1929: W. Somerset Maugham: Wann kommst du wieder? (Arztwitwe) – Regie: Gustaf Gründgens (Komödie am Kurfürstendamm Berlin)